# Hokuryū
Hokuryū (jap. 北竜町 Hokuryū-chō) – miasto w Japonii, w prefekturze Hokkaido, w podprefekturze Sorachi. Według danych na rok 2020 miejscowość zamieszkiwało 1 724 mieszkańców , a gęstość zaludnienia wyniosła 10,9 os./km².